# Val-de-Reuil
Val-de-Reuil è un comune francese di 13 728 abitanti situato nel dipartimento dell'Eure nella regione della Normandia.

## Società

### Evoluzione demografica
Abitanti censiti

## Amministrazione

### Gemellaggi
- Ritterhude, Germania, dal 1989
- Sztum, Polonia
- Workington, Regno Unito